# Pige med perleørering
 For alternative betydninger, se Pige med perleørering (flertydig). (Se også artikler, som begynder med Pige med perleørering)
Pige med perleørering er et oliemaleri (44,5 x 39 cm) fra ca. 1665 af den hollandske maler Johannes Vermeer. Maleriet er udstillet på Mauritshuis i Haag. Det er kaldt "Nordens Mona Lisa".

## Motiv
Pige med perleørering forestiller en ung europæisk pige med et ultramarint og hvidt tørklæde, eller en turban med et lysende gult stykke stof, der falder nedad hendes ryg. Hun er iført en brun-gul jakke med hvid krave (eller et stykke tøj under jakken, der stikker op, og står i stærk kontrast til jakken og billedets mørke baggrund). Kraven spejles i en lille perleørering, der lyser op i billedets centrum. Perlen er malet med få strøg – som et funklende centrum i billedet. Pigen står med siden til med drejet hoved, og kigger over skulderen på beskueren. Munden er en anelse åben, som for at antyde tale. Øreringens omgivelser er mørke, hvorved øreringen lyser mere op. Den er lidt for stor til at være naturlig. Måske er det en falsk perle af glas eller sølv.
Dele af motivet er sandsynligvis inspireret af tidens interesse for eksotisk orientalsk kultur (som tulipaner og turbaner), som var opstået på baggrund af krige med det Osmanniske Rige. En nederlandsk pige fra 1600-tallet har næppe gået med turban. De fleste mener, at portrættet snarere er inspireret af andre malerier, end af noget, Vermeer selv havde set i virkeligheden. Specielt er Michiel Sweerts Dreng med turban og bouquet blevet nævnt. Sweerts maleri er ti år tidligere end Vermeers, og bruger nogle af de samme farvekombinationer. Pige med perleørering har en mørk, men ikke sort baggrund, som fremhæver konturerne i pigens ansigt og fornemmelsen af tredimensionalitet – en effekt, Leonardo da Vinci havde bemærket og beskrevet i århundredet før. De to dominerende farver i billedet, ultramarin og citrongul, brugte Vermeer i flere malerier og formåede at skabe harmoni med. Ultramarin producerede Vermeer af pulveriseret lapis lazuli, en exceptionelt kostbar farve, som hans samtidige sjældent benyttede, og som giver farven et specielt brillant lys. Maleriet fængsler tilskueren ved pigens udtryksfulde, vidåbne øjne og halvåbne mund; mens gennemskinneligheden i perlen udgør et andet slående fokus. "Mere end noget andet Vermeer-værk ser det ud til at være blandet af støvet fra knuste perler," hed det i en kommentar fra 1908. 
I almindelighed vides meget lidt om Vermeer og hans arbejde. Dette maleri er signeret "IVMeer" (I van Meer (4 Vermeer)– i øverste højre hjørne – ikke synligt i reproduktioner), men er ikke dateret. Det er uklart, om maleriet er et bestillingsarbejde. Det er en tronie, ikke et konventionelt portræt.

## Restaurering
Efter den seneste restaurering af maleriet i 1994 er de subtile farvevalg og pigens blik mod beskueren blevet stærkt forbedret. Ved den lejlighed fremkom det også, at et lysglimt på perlen ikke var i billedets original, men at der derimod var en lille lysafspejling på pigens underlæbe, som ellers var forsvundet. Videre blev det opdaget, at maleriet oprindeligt havde et grønt tæppe i baggrunden, som senere falmede væk, og at pigen var malet med øjenvipper, usynlige for det blotte øje. Fragmenter efterladt i pigens hud fra Vermeers pensler har gjort det muligt at spore, hvor pigmenterne i malingen er hentet fra. Den hvid farve i perlen er fra Nordengland, den blå lapis lazuli fra Afghanistan, mens den røde farve er fra cochenillelus.

## Genopdagelsen
Da maleriet havde været forsvundet i over 200 år, købte kunstsamler Arnoldus Andries des Tombe (1816-1902) Pige med perleørering for to gylden og tredive cent på en kunstauktion i Haag i 1881. Det var dog hans ven og nabo, Victor de Stuers, der genkendte maleriet som en Vermeer. Billedet var stærkt medtaget og tilskrevet en ukendt maler. Tombe døde i 1902 uden arvinger, og havde testamenteret maleriet og tolv andre til Mauritshuis.

## Bog og film
I 1999 udkom den engelsk/amerikanske forfatterinde Tracy Chevaliers bog Pige med perleørering – en fortælling om Vermeer, modellen og billedet. Bogen blev filmatiseret i 2003 som Pige med perleørering instrueret af Peter Webber.